# Erasto di Corinto
Erasto (fl. I secolo) fu discepolo di san Paolo, venerato come santo dalla Chiesa cattolica e dalle Chiese ortodosse.

## Agiografia e culto
Nel Nuovo Testamento compare per tre volte il nome di Erasto. Nella lettera ai Romani 16,23, san Paolo menziona Erasto di Corinto, tesoriere della città. In altri due passi neotestamentari, negli Atti degli Apostoli 19,22 e nella seconda lettera a Timoteo 4,20, Erasto è menzionato come discepolo e aiutante dell'Apostolo. Secondo alcuni autori, l'Erasto tesoriere di Corinto è da distinguersi dall'Erasto citato negli altri due testi.
Da questi passi biblici sono sorte due tradizioni diverse. Nei menologi greci, al 10 novembre, si ricorda sant'Erasto, protovescovo di Cesarea di Filippo, ricordato assieme ad altri cinque discepoli di san Paolo: Olympas, Herodion, Sosipater, Quartus e Tertius.
Nella Chiesa latina, a partire da Adone di Vienne, i martirologi inseriscono al 26 luglio il vescovo sant'Erasto, successore di Epafrodito nella sede di Filippi in Macedonia. Dai martirologi medievali, il nome di Erasto passò anche nel Martirologio Romano, che lo ricordava al 26 luglio come vescovo di Filippi, morto martire in questa città.
Nella revisione del Martirologio Romano operata dopo il Concilio Vaticano II, nell'elogio di sant'Erasto sono stati eliminati i riferimenti al suo episcopato e al martirio, lasciando unicamente quello che di Erasto dicono i testi neotestamentari:
(Martirologio Romano. Riformato a norma dei decreti del Concilio ecumenico Vaticano II e promulgato da papa Giovanni Paolo II, Città del Vaticano, 2004, p. 578)